# Osterau
L'Osterau és un riu d'Alemanya que neix a Heidmühlen de l'aiguabarreig de l'Radesforder Au amb el Rothenmühlenau, a l'estat de Slesvig-Holstein. En confluir amb el Hudau a Bad Bramstedt forma el Bramau que desguassa a l'Stör, un afluent dret de l'Elba.

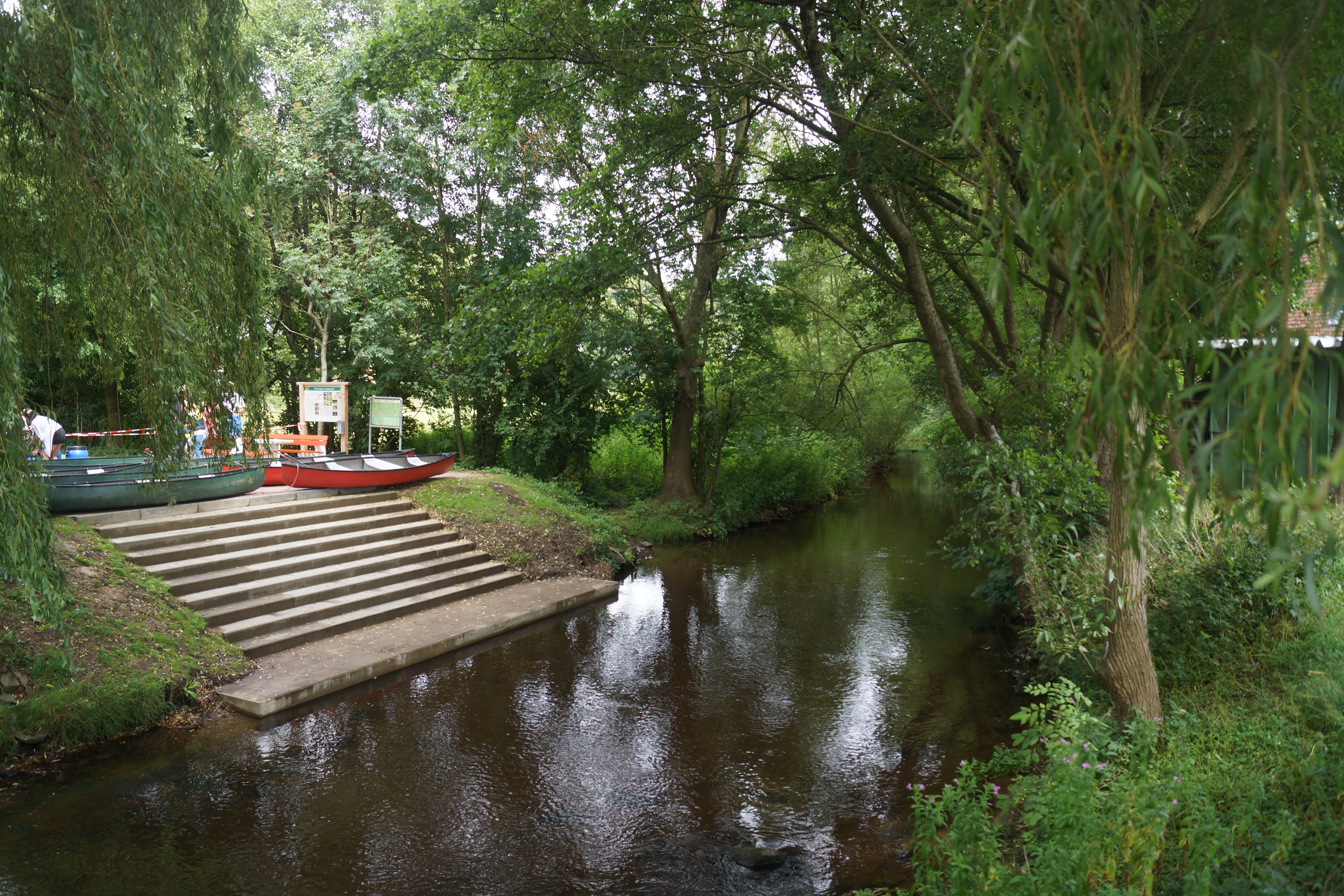
Embarcador de canoes a l'Osterau a Bimöhlen

És un dels rars rius d'Alemanya que en tot el seu curs té encara el seu llit natural i mai no ha sigut rectificat o canalitzat, com era de moda al segle xx. Per això es considera que és un dels deu rius que valen més protecció. Des de Weide-Bass és navegable amb canoa, si el nivell d'aigua basta, el que pos ser problemàtic a l'estiu. Travessa una vall amb paisatges variades de prats humits, prats i bosc, als quals s'han identificat uns setanta aus diferents, entre d'altres els molts rars cotoliu, capsot d'esquena roja i l'enganyapastors. És llistat com a zona Natura 2000. S'ha creat una fundació Naturschutzgebiet Osterau (zona de protecció de la natura de l'Osterau) que gestiona unes cent vint hectàrees de terres riberenques en un projecte d'agricultura integrada, de reconstrucció del paisatge amb bardisses i petits boscs, i d'integració social. L'estiu s'hi fan excursions amb canoes
El nom és compost d'oster, que vol dir oriental i -au que significa aigua, rec, riu.

## Afluents
- Holmau/Kleine Au
- Bek/Rodenbek
- Rothenmühlenau
  - Ricklinger Au
- Radesforder Au
  - Glinngraben